# Carex holostoma
Carex holostoma — багаторічна трав'яниста рослина родини осокові (Cyperaceae), поширена в арктичних регіонах Євразії й Північної Америки.

## Опис
Рослини довгокореневищні, утворюють слабкі пучки. Стебла 10–30 см, дистально дрібно шершаві. Листя шириною 1.5–3 мм. Колоски перекриваються, коротко-довгасті або циліндричні, 3–8 × 2–2.5 мм; кінцевий колосок тичинковий. Маточкові луски темно-коричневі або чорні, серединна жилка світліша, поля напівпрозорі, яйцеподібні.

## Поширення
Північна Америка: Ґренландія, пн. Канада, Аляска; Азія: Сибір, Далекий Схід; Європа: Фінляндія, Норвегія, Швеція, Росія. Населяє озера, луки, драговини, болота.